# Сейсмічність Нікарагуа
Територія Нікарагуа — характеризується високою сейсмічністю.

## Загальна характеристика
Основна частина території Нікарагуа – це частина древнього Центральноамериканського масиву. Основні його структури — Гондурасько-Нікарагуанський масив (підняття Діпільто і Центральнонікарагуанське підняття) та Центральноамериканський вулканічний пояс. Найактивніша західна зона Кордильєр (тектонічна западина), до якої приурочена сучасна вулканічна гряда. Уздовж західної околиці западини простягається ланцюг згаслих і діючих вулканів: Косігуїна (872 м), Ель-В'єхо (1780 м), Момотомбо (1258 м) та інші. Ділянки, наближені до Гондурасько-Нікарагуанського масиву, характеризуються деяким ослабленням сейсмічності. Сила землетрусів на території Нікарагуа та прилеглих акваторіях Карибського моря і Тихого океану, в основному, 5-7 бальна. Досить часті землетруси завдають чималої шкоди місцевому населенню.

## Землетруси у минулі століття
В 1972 році в Нікарагуа стався катастрофічний землетрус, в результаті якого була сильно зруйнована столиця країни місто Манагуа. Руйнівний землетрус 1992 року також залишив без даху над головою 16 тис. чоловік.

## Землетруси XXІ століття

### 2010
24 лютого, о 21:15 (за місцевим часом), біля західного узбережжя Нікарагуа стався помірний (за шкалою інтенсивності МSK-64) землетрус магнітудою 5,9 балів (за шкалою Ріхтера). За даними Геологічної служби США (USGS), епіцентр землетрусу знаходився у Тихому океані за 120 км від міста Манагуа. За повідомленнями нікарагуанських ЗМІ, землетрус відчувався у всіх населених пунктах країни, розташованих на тихоокеанському узбережжі.

### 2011
7 листопада, о 16.35 (за місцевим часом) в Нікарагуа стався помірний (за шкалою інтенсивності МSK-64) землетрус магнітудою 5,9 балів (за шкалою Ріхтера). За даними Геологічної служби США (USGS), епіцентр землетрусу знаходився за 77 км на південний схід від Манагуа, гіпоцентр залягав на глибині 183 км.

### 2013
21 грудня в районі тихоокеанського узбережжя Нікарагуа стався сильно відчутний (за шкалою інтенсивності МSK-64) землетрус магнітудою 4,9 балів (за шкалою Ріхтера). За даними Нікарагуанського інституту територіальних досліджень, епіцентр землетрусу був розташований у Тихому океані за 16 км на південний схід від курортного міста Трансіто, розташованого у провінції Леон. Гіпоцентр землетрусу залягав на глибині 76,1 км.

### 2014
11 квітня в Нікарагуа стався сильно помірний (за шкалою інтенсивності МSK-64) землетрус магнітудою 6,1 балів (за шкалою Ріхтера). За даними Геологічної служби США (USGS), епіцентр землетрусу знаходився поблизу столиці країни міста Манагуа. Гіпоцентр землетрусу залягав на глибині 10 км. Як повідомляло місцеве видання El nuevo diario, в результаті землетрусу в Манагуа було порушено телефонний зв'язок та енергопостачання, зруйновано близько 500 будинків, поранення отримали 17 осіб.

### 2018
19 вересня, у Нікарагуа стався сильно відчутний (за шкалою інтенсивності МSK-64) землетрус магнітудою 4,5 балів (за шкалою Ріхтера). За даними Геологічної служби США (USGS), епіцентр підземних поштовхів розташовувався за 13 км на південний схід від населеного пункту Коринта в департаменті Чинандега. Гіпоцентр землетрусу залягав на глибині 127,6 км.

### 2020
20 травня, у Нікарагуа стався сильно відчутний (за шкалою інтенсивності МSK-64) землетрус магнітудою 4,9 балів (за шкалою Ріхтера). За даними Геологічної служби США (USGS), епіцентр підземних поштовхів розташовувався за 50 км на південний захід від населеного пункту Масачапа в департаменті Манагуа. Гіпоцентр землетрусу залягав на глибині 28 км.

### 2021
22 вересня, поблизу узбережжя Нікарагуа у Тихому океані сталося п'ять землетрусів. За даними Геологічної служби США (USGS), перший сильно помірний (за шкалою інтенсивності МSK-64) землетрус магнітудою 6,5 балів (за шкалою Ріхтера) було зафіксовано у Тихому океані за 78 км від узбережжя курортного міста Хікілільо. Гіпоцентр залягав на глибині 30,74 км. Після цього неподалік від міста Корінто на північному заході Нікарагуа у Тихому океані сталися ще чотири, але менш потужні землетруси - магнітудою 4,5, 4,2, 5,1 і 5,6 балів (за шкалою Ріхтера).
9 листопада, о 08:25 (за київським часом), поблизу узбережжя Нікарагуа стався сильно помірний (за шкалою інтенсивності МSK-64) землетрус магнітудою 6,2 балів (за шкалою Ріхтера). За даними Геологічної служби США (USGS), епіцентр землетрусу знаходився за 61 км від міста Масачапа. Гіпоцентр землетрусу залягав на глибині 35 км.

### 2022
21 квітня, о 01:42 за місцевим часом (07:42 GMT), в Нікарагуа стався сильно помірний (за шкалою інтенсивності МSK-64) землетрус магнітудою 6,7 балів (за шкалою Ріхтера). За даними Геологічної служби США (USGS), епіцентр землетрусу знаходився за 54 км на південний захід від пляжів Масачапа, відповідно, гіпоцентр залягав на глибині 35 км. В повідомленні Нікарагуанського інституту територіальних досліджень (Інетер) зазначалося, що землетрус був викликаний процесом тектонічного зіткнення між плитами Cocos і Caribe, які перетинають Центральноамериканський регіон.